# Daryn Colledge
Daryn Colledge (født 11. februar 1982 i North Pole, Alaska, USA) er en amerikansk footballspiller, der spiller i NFL som offensive tackle for Miami Dolphins. Han kom ind i ligaen i 2006 og har tidligere spillet for Green Bay Packers og Arizona Cardinals.

## Klubber
- Green Bay Packers (2006–2010)
- Arizona Cardinals (2011–2013)
- Miami Dolphins (2014–)